# Paul Demayo
Paul Demayo (* 12. September 1967 in Kalifornien; † 2. Juni 2005 in Boston, USA), auch unter dem Szenennamen „Quadzilla“ bekannt, war ein US-amerikanischer IFBB-Profi-Bodybuilder.

## Leben
Seine ersten Wettkampferfahrungen sammelte Demayo bei der NPC und startete später ausschließlich bei IFBB-Wettkämpfen.
Nachdem seine Platzierungen trotz Formverbesserungen nicht besser wurden, zog sich Demayo aus dem Sport zurück und war nur noch als Trainer im Gold’s Gym tätig.
Einige Zeit später wurde Demayo schwer depressiv und verfiel letztendlich in eine Opiatsucht.
Er verbrachte zwei Jahre in Haft, nachdem er auf seine Frau schoss und größere Mengen Oxycodon bei sich hatte.
Am 2. Juni 2005 starb Demayo an einer Überdosis Heroin.

## Wettkampferfolge
- 1988: NPC Junior USA HeavyWeight Platz 7
- 1989: NPC Junior Nationals HeavyWeight Platz 4
- 1990: NPC Junior Nationals HeavyWeight Platz 4
- 1991: NPC Junior Nationals Heavyweight Platz 1 & Gesamtsieg
- 1991: NPC HeavyWeight Platz 3
- 1992: NPC Nationals HeavyWeight Platz 4
- 1993: NPC USA Championships HeavyWeight Platz 3
- 1994. NPC Nationals Heavyweight Platz 1 & Gesamtsieg
- 1995: IFBB Mr. Olympia Platz 12
- 1995: IFBB Grand Prix England Platz 10
- 1995: IFBB Grand Prix Germany Platz 9
- 1995: IFBB Grand Prix Spain Platz 9